# Astronomsko društvo Anonymus Valpovo
Astronomsko društvo ANONYMUS je neprofitabilna skupina građana čiji je cilj popularizirati astronomiju i znanost općenito, udružiti se sa sličnim organizacijama diljem svijeta, poučavati se i brinuti o mladeži i organizirati tečajeve, ekskurzije, sastanke i astronomsko vezane javne događaje. Nije ono što se naziva zvjezdarnicom, nego samo mala skupina ljudi interesiranih za astronomiju, koji mogu i žele proširiti svoje znanje.

Astronomsko društvo "Anonymus" Valpovo, osnovano je u studenom 1994. godine kao astronomska sekcija pri Zajednici tehničke kulture Valpovo, te pod tim imenom nastavlja djelovati kao samostalna udruga od 2001. godine.

## Aktivnosti tijekom godina
Već od samog početka, organizira se tečaj astronomije za učenike osnovnih i srednjih škola koji učestvuju na svim, kako županijskim tako i državnim natjecanjima iz astronomije, gdje postižu zavidne rezultate. Osim tečaja astronomije, tu su bila redovito organizirana promatranja neba pomoću teleskopa za građanstvo s kule dvorca Prandau-Normann u Valpovu i u sklopu Osječkog ljeta. Organiziraju se i znanstvene ekspedijcije na Papuk te se sudjeluje na astro kampu Brusje 2000. na Hvaru.
Krajem 2001. godine grupa ANONYMUS odlučuje, nakon mnogo godina djelovanja kao grupa, registrirati sebe u astronomsko društvo. Na osnivačkoj skupštini bili su prisutni svi, koji su imali ikakve veze s društvom u posljednjih nekoliko godina.
Posebno se ističe ekspediciju na Blatno jezero, 1999. godine čiji cilj je bilo promatranje i fotografiranje potpune pomrčine Sunca, kao i ekspediciju u Antalyu u Turskoj 2006. godine, također s ciljem promatranja, fotografiranja i mjerenja tijekom potpune pomrčine Sunca.  
Potiče se osnivanje brojnih novih sekcija i udruga širom Hrvatske, gdje su sudjelovali u akciji "Nebo na poklon" koja je organizirana od strane splitskih astronoma, a gdje su nakon organizatora, pokrivali najveći broj škola u Hrvatskoj, a za što su dobili i plaketu Zajednice tehničke kulture županije Osječko-baranjske za izniman rad na promicanju tehničke kulture u Osječko-baranjskoj županiji.

## Sjedište
Astronomsko društvo Anonymus nalazi se u sklopu Doma Tehnike, zajednice tehničkih društava Valpova.

## Priznanja i uspjesi

### Državna natjecanja
- 10. mjesto, Marko Leuštek (mentor: Ivica Skokić) - Državni susret i natjecanje iz astronomije, 1998.
- 10. mjesto, Marko Ivanović (mentor: Ivica Skokić) - Državni susret i natjecanje iz astronomije, 1999.
- 4. mjesto, Gaj Tomaš (mentor: Marko Leuštek) - Državni susret i natjecanje iz astronomije, 2000.
- 8. mjesto, Robert Gregić (mentor: Marko Leuštek) - Državni susret i natjecanje iz astronomije, 2000.
- 9. mjesto, Marko Filipović (Davor Milošević) - Državni susret i natjecanje iz astronomije, 2000.
- 3. mjesto, Gaj Tomaš (Ivica Skokić) - Državni susret i natjecanje iz astronomije, 2001.
- 5. mjesto, Gaj Tomaš (mentor: Marko Leuštek) - Državni susret i natjecanje iz astronomije, 2002.
- 12. mjesto, Robert Gregić (Ivica Skokić) - Državni susret i natjecanje iz astronomije, 2003.
- 5. mjesto, Robert Gregić (mentor: Ivica Skokić) - Državni susret i natjecanje iz astronomije, 2004.
- 6. mjesto, Ana Arnaut (mentor: Goran Kurtović) - Državni susret i natjecanje iz astronomije, 2006.
- 3. mjesto, Filip Novoselnik (mentor: Ivica Skokić) - Državni susret i natjecanje iz astronomije, 2007.

### Priznanja
Plaketa Zajednice tehničke kulture Osječko-baranjske županije "za iznimna postignuća i doprinose od osobitog značenja za razvitak tehničke kulture na području Osječko-baranjske županije za 2005. godinu."

## Vanjske poveznice
- Astronomsko društvo "Anonymus" Valpovo
- Galerija fotografija AD Anonymus  Arhivirana inačica izvorne stranice od 6. travnja 2009. (Wayback Machine)
- Zajednica Tehnička Kulture Valpovo  Arhivirana inačica izvorne stranice od 15. travnja 2008. (Wayback Machine)